# Motore a pistoni senza camme
Un motore a pistoni camless o privo di camme è un motore che ha le valvole a fungo azionate con sistema elettromagnetico, idraulico, o pneumatico invece delle camme convenzionali. Gli attuatori possono essere utilizzati sia per aprire sia per chiudere valvole, o per aprire valvole chiuse da molle o altri mezzi.
Gli alberi a camme hanno normalmente un lobo per valvola, con una durata e un'alzata fisse della valvola. Sebbene molti motori moderni utilizzino la fasatura dell'albero a camme, la regolazione del sollevamento e della durata della valvola in un motore funzionante è più difficile. Alcuni produttori utilizzano sistemi con più di un lobo della camma, ma questo è ancora un compromesso poiché solo pochi profili possono essere in funzione contemporaneamente. Questo non è il caso del motore senza camme, dove l'alzata e la fasatura delle valvole possono essere regolate liberamente da valvola a valvola e da ciclo a ciclo. Consente inoltre più eventi di sollevamento per ciclo e, in effetti, nessun evento per ciclo chiude completamente il cilindro.

## Sviluppo senza camme
I treni valvole camless sono stati a lungo studiati e sperimentati da diverse società, tra cui: Renault, BMW, Fiat, Valeo, General Motors, Ricardo, Lotus Engineering, Ford, Jiangsu Gongda Power Technologies e la società sorella di Koenigsegg, FreeValve. Alcuni di questi sistemi sono già disponibili in commercio, sebbene non ancora utilizzati nei motori dei veicoli stradali di normale produzione. Nella primavera del 2015, Christian von Koenigsegg ha detto ai giornalisti che la tecnologia perseguita dalla sua azienda sta venendo approntata per la fruizione, ma non ha detto nulla di specifico sulle tempistiche di realizzazione e immissione sul mercato.
Nel novembre 2016, la casa automobilistica cinese Qoros Auto ha mostrato la berlina Qoros 3 al Salone di Guangzhou 2016, un modello che ha adottato un nuovo motore denominato "Qamfree", dotato della tecnologia FreeValve. Il progettista svedese del motore afferma che il motore turbo da 1,6 litri erogherà 231 CV (170 kW) e 320 N*m di coppia; inoltre, rispetto a un motore tradizionale similare, esso offre una riduzione di circa il 50% delle dimensioni (inclusa l'altezza inferiore di 50 mm), una diminuzione di peso del 30%, miglioramenti di potenza e coppia nell'ordine del 30%, risparmi di carburante di circa il 30% e riduzione del 50% delle emissioni di sostanze inquinanti attraverso lo scarico. In un video, Christian von Koenigsegg afferma che il motore "Qamfree", con tecnologia camless PHEA, si basa su di un altro motore Qoros già esistente e che, diversi anni prima dell'uscita dell'auto succitata, è stato modificato e sviluppato in Germania e Austria.
Inoltre, Christian von Koenigsegg afferma che tale tecnologia consente l'eliminazione del pre-catalizzatore allo scarico, poiché il convertitore catalitico standard può essere portato a temperatura operativa in modo rapido, attraverso un'accurata regolazione della fasatura delle valvole di aspirazione e scarico, manipolando così l'intero ciclo termodinamico per innalzare la temperatura dei gas di scarico per il tempo necessario.

## Motori senza camme in uso marino e nelle centrali elettriche

### Vantaggi
Poiché i motori senza camme non hanno albero a camme, possono avere meno parti in movimento. In questi sistemi, i rulli degli alberi a camme e le aste di spinta sono stati sostituiti da un sistema di attuatori elettro-idraulici che utilizza le pompe del carburante esistenti, riducendo così i costi di sviluppo del nuovo sistema e utilizzando, a supporto, tecnologia già esistente. La variazione di fase, sui vecchi motori B&W MC, era attivata cambiando fisicamente lo sfalsamento del rullo della camma, mentre, con il nuovo motore, la fasatura variabile è del tutto automatizzata e controllata da un computer. Ciò elimina il rischio di guasti meccanici, eventi che potrebbero danneggiare il motore in caso di malfunzionamento durante le operazioni. Poiché non vi è alcun collegamento meccanico (a catena, cinghia o cascata di ingranaggi) tra l'albero motore e l'albero a camme, il motore è più leggero e presenta meno punti di rottura/guasto. L'assenza di un albero a camme implica anche che il carico parassita sul motore è inferiore, fatto particolarmente utile nei grandi motori marini, in quanto ciò può comportare un basso consumo di carburante unitamente a un grande risparmio energetico a bordo. Infatti, con un motore camless, l'iniezione di carburante e la fasatura di scarico sono controllati direttamente da una ECU e possono essere modificati e regolati in modo continuo e in tempo reale, senza necessità di arrestare il motore. Ciò consente al motore di funzionare a regimi inferiori, una caratteristica utile nelle navi, in quanto consente una miglior manovrabilità a bassa velocità, durante le fasi di attracco. Inoltre, quando la nave sta manovrando, questo sistema di controllo e attuazione integrato (iniezione-fasatura) consente un controllo più rapido del regime motore, potendolo arrestare quasi istantaneamente in situazioni di emergenza.

### Emissioni
I motori camless producono anche meno emissioni allo scarico rispetto ai motori equivalenti tradizionali, perché sono in grado di controllare più precisamente lo sviluppo e andamento della fase di combustione, consentendo di bruciare in modo più completo il carburante. Il computer di controllo motore è in grado di rilevare le situazioni in cui non tutto il carburante viene bruciato e regola immediatamente i tempi di anticipo d'accensione, i tempi d'iniezione e di fasatura delle valvole (sia in termini di durata sia di alzata), in modo da ridurre l'afflusso di carburante a ogni singolo cilindro, selettivamente. Inoltre è possibile controllare finemente l'esatta composizione della miscela aria-carburante, al fine di ottimizzare l'efficienza per un dato valore del carico motore, in funzione dei giri al minuto e della coppia. Apposite sonde rilevano, poi, quando ci sono emissioni allo scarico di quantità troppo elevate di NOx (ossidi di azoto) e SOx (ossidi di zolfo), in modo da modificare il funzionamento per rendere i gas di scarico più caldi o più freddi, a seconda della situazione. Inoltre, dato che non vi sono collegamenti meccanici e ingranaggi, è possibile aggiornare il software dei motori camless per soddisfare le nuove normative sulle emissioni, regolando in modo specifico la distribuzione, il tutto senza apportare modifiche meccaniche di sorta.

### Iniezione di carburante
I motori camless possono ridurre ulteriormente le emissioni di NOx con l'uso di strategie di "staged combustion" del carburante. Invece di iniettare semplicemente un flusso costante di carburante, la strategia di "staging" inietta il carburante nel momento ottimale per ottenere la combustione più completa possibile. L'iniezione di carburante può anche arrivare a interrompersi quando la pressione è sufficiente, oppure può aggiungere più carburante quando la pressione è inferiore al valore ottimale, consentendo ai motori di funzionare con un ciclo termodinamico più efficiente, più vicino a un ciclo Diesel piuttosto che al ciclo Otto. Ciò permette al motore di funzionare con l'efficienza ottimale alle condizioni ambientali e sempre entro le tolleranze dettate dalla capacità termica del metallo.

### Effetti a lungo termine
Poiché questi nuovi motori possono effettuare l'auto-diagnosi e funzionare in modo efficiente, senza che l'operatore debba modificare le impostazioni, questi motori richiedono un'équipe di meccanici più piccola per mantenerli in mare. Questa riduzione dell'equipaggio equivale a spedizioni più economiche e più commercio globale.

## Motori senza camme nelle automobili
La società britannica Camcon Technology sta sviluppando un motore senza camme per veicoli passeggeri, basato sul proprio sistema proprietario denominato IVA (Intelligent Valve Actuation). Camcon ha collaborato con la Jaguar Land Rover per montare tale sistema su di un motore a benzina 2-litri e 4 cilindri Ingenium e hanno pubblicato congiuntamente i risultati alla conferenza Colloquium di Aquisgrana nel 2017. La ditta ha anche discusso delle caratteristiche e dei vantaggi in un articolo e in un video pubblicati sulla rivista Autocar.
La società svedese Freevalve AB (ex Cargine), una consociata di Koenigsegg Automotive AB, sta sviluppando un sistema camless su di un motore automobilistico SAAB già esistente.
Nell'aprile 2016, la casa automobilistica cinese Qoros ha presentato una concept car che incorpora la tecnologia Freevalve.
Nel marzo 2020, Koenigsegg Automotive AB ha annunciato la sua prima megacar a quattro posti, la Gemera, che è alimentata da un motore da 2-litri a 3 cilindri in linea, con sistema di sovralimentazione a doppio turbo sequenziale, integrato con il sistema ibrido in combinazione con 3 motori elettrici. Due di questi motori elettrici, che producono circa 600 CV di potenza e 740 Nm di coppia ciascuno, sono montati in corrispondenza delle ruote posteriori. Il terzo elettromotore è collegato a un albero di trasmissione che trasferisce coppia alle ruote anteriori, producendo circa 400 CV e 370 Nm di coppia; quest'ultimo propulsore lavorare accoppiato al motore a combustione interna (che Koenigsegg chiama il motore "Tiny Friendly Giant" o "TFG") per fornire potenza e coppia combinate alle ruote anteriori. TFG ha una potenza nominale di 600 CV e 443 Nm di coppia e utilizza, appunto, l'innovativa tecnologia FreeValve.